# 塔斯馬尼亞蠕蛇鰻
塔斯馬尼亞蠕蛇鰻，為輻鰭魚綱鰻鱺目糯鰻亞目蛇鰻科的其中一種，分布於南澳大利亞海域，棲息在底層水域，屬肉食性，生活習性不明。

## 擴展閱讀
維基物種上的相關：塔斯馬尼亞蠕蛇鰻